# Amy Jagger
Amy Jagger   (Halifax, 14 de maig de 1908 - Cheshire, 1993) va ser una gimnasta artística anglesa que va competir durant la dècada de 1920.
El 1928 va prendre part en els Jocs Olímpics d'Amsterdam, on guanyà la medalla de bronze en el concurs complet per equips del programa de gimnàstica.